# Épagny (Côte-d'Or)
Épagny is een gemeente in het Franse departement Côte-d'Or (regio Bourgogne-Franche-Comté) en telt 218 inwoners (1999). De plaats maakt deel uit van het arrondissement Dijon.

## Geografie
De oppervlakte van Épagny bedraagt 12,1 km², de bevolkingsdichtheid is 18,0 inwoners per km².
De onderstaande kaart toont de ligging van Épagny (Côte-d'Or) met de belangrijkste infrastructuur en aangrenzende gemeenten.

## Demografie
Onderstaande figuur toont het verloop van het inwonertal (bron: INSEE-tellingen).